# فيرغوس (رواية)
فيرغوس (بالإنجليزية: Fergus)‏ هي رواية للكاتب الكندي برايان مور، نشرت عام 1970، عن دار نشر هولت راينهارت آند وينستون. 